# پاپ‌گم
پاپ‌گم (به لاتین: Papegem) یک منطقهٔ مسکونی در بلژیک است که در منطقه فلمیش واقع شده‌است. پاپ‌گم ۰٫۵۸ کیلومتر مربع مساحت و ۴۴۹ نفر جمعیت دارد.